# André Pijet
André Pijet es un caricaturista, ilustrador y pintor, canadiense de origen polaco.

## Biografía
En su Polonia natal, su formación en artes plásticas y fotografía, junto con su talento innato para el dibujo, le llevó muy pronto a una carrera como ilustrador, caricaturista, dibujante y pintor. Posteriormente se instaló en Montreal, en 1988. Sus obras satíricas y humorísticas han sido publicados en Polonia, Grecia, Bélgica, Francia, Gran Bretaña, Italia, Turquía, Estados Unidos y Canadá. En Quebec, se hizo un nombre en el mundo del arte con una serie de dibujos animados relacionados con los playoffs 1993-94 de hockey. 
Es bien conocido por sus ilustraciones de libros y por su trabajo como artista gráfico y director de arte. Sus obras han aparecido en series de grandes exposiciones y le han valido varios premios en el extranjero.